# (5620) Jasonwheeler
(5620) Jasonwheeler es un asteroide que forma parte de los asteroides Amor descubierto el 19 de julio de 1990 por Brian P. Roman y la también astrónoma Eleanor F. Helin desde el Observatorio del Monte Palomar, Estados Unidos.

## Designación y nombre
Designado provisionalmente como 1990 OA. Fue nombrado Jasonwheeler en honor a Jason Wheeler Roman, el hijo más joven del descubridor Brian P. Roman.

## Características orbitales
Jasonwheeler está situado a una distancia media del Sol de 2,159 ua, pudiendo alejarse hasta 3,071 ua y acercarse hasta 1,247 ua. Su excentricidad es 0,422 y la inclinación orbital 7,871 grados. Emplea 1158,90 días en completar una órbita alrededor del Sol.

## Características físicas
La magnitud absoluta de Jasonwheeler es 17.